# Temporada da CART World Series de 1997
A Temporada da CART World Series de 1997 foi a décima-nona temporada da história da categoria. Teve como vencedor o italiano Alessandro Zanardi, da Chip Ganassi Racing, que tornou-se o segundo europeu a conquistar o título.
Na disputa de melhor rookie (estreante) do ano, o canadense Patrick Carpentier, da Bettenhausen Motorsports, obteve 27 pontos e terminou em 17° lugar, superando o brasileiro Gualter Salles, da Davis Racing (20° lugar, com 10 pontos) e o britânico Dario Franchitti, da Hogan Racing (22°, também com 10 pontos ganhos). Na Copa das Nações, os Estados Unidos superaram o Brasil por 14 pontos de vantagem (252 a 238).
Entre os construtores, a Reynard venceu com 346 pontos, contra 156 da Penske, 143 da Swift e 45 da Lola, enquanto a Mercedes-Benz foi campeã entre os fornecedores de motor, com 316 pontos.

## Equipes e pilotos
| Equipe                  | Chassis                 | Motor                      | Pneu | No. | Pilotos                | Corridas            | Patrocinador principal     |
| ----------------------- | ----------------------- | -------------------------- | ---- | --- | ---------------------- | ------------------- | -------------------------- |
| Chip Ganassi Racing     | Reynard 97i             | Honda                      | F    | 1   | Jimmy Vasser           | Todas               | Target                     |
| Chip Ganassi Racing     | Reynard 97i             | Honda                      | F    | 4   | Alessandro Zanardi     | 1-16                | Target                     |
| Chip Ganassi Racing     | Reynard 97i             | Honda                      | F    | 4   | Arie Luyendyk          | 17                  | Target                     |
| Team Penske             | Penske PC-26-97         | Ilmor-Mercedes-Benz IC108D | G    | 2   | Al Unser, Jr.          | Todas               | Marlboro                   |
| Team Penske             | Penske PC-26-97         | Ilmor-Mercedes-Benz IC108D | G    | 3   | Paul Tracy             | Todas               | Marlboro                   |
| Walker Racing           | Reynard 97i             | Honda                      | G    | 5   | Gil de Ferran          | Todas               | Valvoline                  |
| Newman-Haas Racing      | Swift 007.i             | Ford XD                    | G    | 6   | Michael Andretti       | Todas               | Texaco-Havoline            |
| Newman-Haas Racing      | Swift 007.i             | Ford XD                    | G    | 11  | Christian Fittipaldi   | 1-2, 9-17           | Budweiser                  |
| Newman-Haas Racing      | Swift 007.i             | Ford XD                    | G    | 11  | Roberto Moreno         | 3-8                 | Budweiser                  |
| Team Rahal              | Reynard 97i             | Ford XD                    | G    | 7   | Bobby Rahal            | Todas               | Miller Lite                |
| Team Rahal              | Reynard 97i             | Ford XD                    | G    | 8   | Bryan Herta            | Todas               | Shell                      |
| Hogan Racing            | Reynard 97i             | Mercedes-Benz              | F    | 9   | Dario Franchitti (R)   | 1-16                | Hogan Racing               |
| Hogan Racing            | Reynard 97i             | Mercedes-Benz              | F    | 9   | Robby Gordon           | 17                  | Hogan Racing               |
| Bettenhausen Racing     | Reynard 97i             | Mercedes-Benz              | G    | 16  | Patrick Carpentier (R) | 1-14, 17            | Alumax                     |
| Bettenhausen Racing     | Reynard 97i             | Mercedes-Benz              | G    | 16  | Roberto Moreno         | 15-16               | Alumax                     |
| PacWest Racing Group    | Reynard 97i             | Mercedes-Benz              | F    | 17  | Maurício Gugelmin      | Todas               | Hollywood                  |
| PacWest Racing Group    | Reynard 97i             | Mercedes-Benz              | F    | 18  | Mark Blundell          | Todas               | Motorola                   |
| Payton/Coyne Racing     | Reynard 97i             | Ford XD                    | G    | 19  | Michel Jourdain Jr.    | 11, 14, 16          | Grupo Herdez               |
| Payton/Coyne Racing     | Lola T97/00             | Ford XD                    | G    | 19  | Michel Jourdain Jr.    | 1-10, 12-13, 15, 17 | Grupo Herdez               |
| Payton/Coyne Racing     | Lola T97/00             | Ford XD                    | G    | 34  | Roberto Moreno         | 1                   | Data Control               |
| Payton/Coyne Racing     | Lola T97/00             | Ford XD                    | G    | 34  | Paul Jasper (R)        | 2-7                 | Hype                       |
| Payton/Coyne Racing     | Lola T97/00             | Ford XD                    | G    | 34  | Christian Danner       | 8-9                 | Payton/Coyne Racing        |
| Payton/Coyne Racing     | Lola T97/00             | Ford XD                    | G    | 34  | Charlie Nearburg (R)   | 10, 13              | Nearburg Exploration       |
| Payton/Coyne Racing     | Lola T97/00             | Ford XD                    | G    | 34  | Dennis Vitolo          | 11-12               | Payton/Coyne Racing        |
| Payton/Coyne Racing     | Reynard 97i             | Ford XD                    | G    | 34  | Charlie Nearburg (R)   | 14, 16              | Nearburg Exploration       |
| Payton/Coyne Racing     | Reynard 97i             | Ford XD                    | G    | 34  | Christian Danner       | 15                  | Payton/Coyne Racing        |
| Payton/Coyne Racing     | Reynard 97i             | Ford XD                    | G    | 34  | Dennis Vitolo          | 17                  | SmithKline Beecham         |
| Brahma Sports Team      | Reynard 97i             | Ford XB                    | F    | 20  | Scott Pruett           | Todas               | Brahma                     |
| Brahma Sports Team      | Reynard 97i             | Ford XD                    | F    | 40  | Raul Boesel            | Todas               | Brahma                     |
| Della Penna Motorsports | Lola T97/00             | Ford XD                    | G    | 21  | Richie Hearn           | Todas               | Ralph's                    |
| Arciero-Wells Racing    | Reynard 97i             | Toyota                     | F    | 24  | Hiro Matsushita        | Todas               | Panasonic                  |
| Arciero-Wells Racing    | Reynard 97i             | Toyota                     | F    | 25  | Max Papis              | Todas               | MCI                        |
| Team KOOL Green         | Reynard 97i             | Honda                      | F    | 27  | Parker Johnstone       | Todas               | Kool                       |
| Tasman Motorsports      | Reynard 97i             | Honda                      | F    | 31  | André Ribeiro          | 10-17               | LCI                        |
| Tasman Motorsports      | Lola T97/00             | Honda                      | F    | 31  | André Ribeiro          | 1-9                 | LCI                        |
| Tasman Motorsports      | Lola T97/00             | Honda                      | F    | 32  | Adrian Fernández       | Todas               | Tecate                     |
| All American Racers     | Reynard 96i Reynard 97i | Toyota                     | G    | 36  | Juan Manuel Fangio II  | Todas               | Castrol                    |
| All American Racers     | Reynard 96i Reynard 97i | Toyota                     | G    | 98  | P. J. Jones            | Todas               | Castrol                    |
| Project Indy            | Lola T97/00             | Ford XD                    | G    | 64  | Dennis Vitolo          | 1, 3-4, 15-16       | SmithKline Beecham         |
| Project Indy            | Lola T97/00             | Ford XD                    | G    | 64  | Arnd Meier (R)         | 2, 5-6, 8-14, 17    | Hasseröder                 |
| Davis Racing            | Reynard 97i             | Ford XD                    | G    | 77  | Gualter Salles (R)     | Todas               | Davis Racing 2 Indusval 15 |
| Forsythe Racing         | Reynard 96i Reynard 97i | Mercedes-Benz              | F    | 99  | Greg Moore             | Todas               | Player's                   |

## Resultados
|    | Corrida           | Pole Position      | Vencedor           | Equipe                   |
| 1  | Miami             | Alessandro Zanardi | Michael Andretti   | Newman-Haas Racing       |
| 2  | Surfer's Paradise | Alessandro Zanardi | Scott Pruett       | Brahma Sports Team       |
| 3  | Long Beach        | Gil de Ferran      | Alessandro Zanardi | Target Chip Ganassi      |
| 4  | Nazareth          | Paul Tracy         | Paul Tracy         | Marlboro Team Penske     |
| 5  | Hollywood Rio 400 | Maurício Gugelmin  | Paul Tracy         | Marlboro Team Penske     |
| 6  | St. Louis         | Raul Boesel        | Paul Tracy         | Brahma Sports Team       |
| 7  | Milwaukee         | Paul Tracy         | Greg Moore         | Player´s Forsythe Racing |
| 8  | Detroit           | Gil de Ferran      | Greg Moore         | Player´s Forsythe Racing |
| 9  | Portland          | Scott Pruett       | Mark Blundell      | PacWest Racing           |
| 10 | Cleveland         | Alessandro Zanardi | Alessandro Zanardi | Target Chip Ganassi      |
| 11 | Toronto           | Dario Franchitti   | Mark Blundell      | PacWest Racing           |
| 12 | Michigan          | Scott Pruett       | Alessandro Zanardi | Target Chip Ganassi      |
| -- | ----------------- | ------------------ | ------------------ | ------------------------ |
| 13 | Mid-Ohio          | Bryan Herta        | Alessandro Zanardi | Target Chip Ganassi      |
| 14 | Road America      | Maurício Gugelmin  | Alessandro Zanardi | Target Chip Ganassi      |
| 15 | Vancouver         | Alessandro Zanardi | Maurício Gugelmin  | PacWest Racing           |
| 16 | Laguna Seca       | Bryan Herta        | Jimmy Vasser       | Target Chip Ganassi      |
| 17 | Fontana           | Maurício Gugelmin  | Mark Blundell      | PacWest Racing           |

## Classificação
| Pos. | Piloto                | MIA | SUR | LBH | NAZ | RIO | GAT | MIL | DET | POR | CLE | TOR | US500 | MDO | ROA | VAN | LAG | FON | Pts. |
| ---- | --------------------- | --- | --- | --- | --- | --- | --- | --- | --- | --- | --- | --- | ----- | --- | --- | --- | --- | --- | ---- |
| 1    | Alessandro Zanardi    | 7   | 4   | 1*  | 11  | 4   | 4   | 13  | 26  | 11  | 1   | 2   | 1*    | 1*  | 1   | 4   | 3   | DNS | 195  |
| 2    | Gil de Ferran         | 22  | 5   | 21  | 4   | 11  | 3   | 7   | 3*  | 2   | 2*  | 25  | 3     | 6   | 3   | 3   | 5   | 6   | 162  |
| 3    | Jimmy Vasser          | 3   | 12  | 9   | 5   | 9   | 5   | 3   | 4   | 19  | 13  | 7   | 24    | 5   | 8   | 2*  | 1*  | 2   | 144  |
| 4    | Maurício Gugelmin     | 6   | 17  | 2   | 9   | 22  | 6   | 5   | 16  | 6*  | 15  | 6   | 6     | 7   | 2   | 1   | 9   | 4   | 132  |
| 5    | Paul Tracy            | 2   | 19* | 7   | 1*  | 1   | 1   | 6   | Wth | 7   | 7   | 10  | 4     | 27  | 28  | 28  | 26  | 26  | 121  |
| 6    | Mark Blundell         | 14  | 8   | 13  | 19  | 8   | 24  | 12  | 17  | 1   | 9   | 1*  | 2     | 26  | 16* | 7   | 2   | 1   | 115  |
| 7    | Greg Moore            | 4   | 2   | 23  | 16  | 2   | 13  | 1*  | 1   | 5   | 24  | 23  | 27    | 2   | 18  | 17  | 24  | 13  | 111  |
| 8    | Michael Andretti      | 1*  | 3   | 22  | 2   | 21  | 11* | 2   | 2   | 8   | 23  | 4   | 21    | 8   | 26  | 16  | 27  | 19  | 108  |
| 9    | Scott Pruett          | 5   | 1   | 3   | 10  | 3   | 19  | 9   | 24  | 17  | 8   | 5   | 14    | 9   | 5   | 18  | 16  | 7   | 102  |
| 10   | Raul Boesel           | 17  | 7   | 8   | 8   | 5   | 14  | 4   | 6   | 3   | 16  | 8   | 18    | 4   | 21  | 6   | 8   | 20  | 91   |
| 11   | Bryan Herta           | 10  | 22  | 6   | 7   | 6   | 22  | 15  | 7   | 21  | 3   | 17  | 5     | 24  | 11  | 8   | 6   | 21  | 72   |
| 12   | Bobby Rahal           | 16  | 10  | 10  | 6   | 10* | 20  | 11  | 9   | 24  | 5   | 9   | 17    | 3   | 6   | 24  | 19  | 5   | 70   |
| 13   | Al Unser, Jr.         | 27  | 27  | 4   | 3   | 7   | 18  | 20  | 8   | 25  | 4   | 20  | 20    | 22  | 7   | 5   | 11  | 22  | 67   |
| 14   | André Ribeiro         | 12  | 6   | 14  | 26  | 15  | 10  | 26  | 25  | 13  | 14  | 3   | 23    | 10  | 22  | 10  | 4   | 17* | 45   |
| 15   | Christian Fittipaldi  | 26  | 28  |     |     |     |     |     |     | 4   | 6   | 11  | 16    | 21  | 4   | 9   | 21  | 9   | 42   |
| 16   | Parker Johnstone      | 8   | 21  | 5   | 17  | 12  | 7   | 25  | 20  | 9   | 10  | 12  | 25    | 12  | 23  | 11  | 12  | 11  | 36   |
| 17   | Patrick Carpentier    | 9   | 15  | 15  | 12  | 28  | 2   | 8   | 15  | 16  | 12  | 16  | 15    | 15  | 27  |     |     | DNS | 27   |
| 18   | Adrián Fernández      | 13  | 11  | 11  | 23  | 26  | 8   | 24  | 27  | 10  | 17  | 14  | 26    | 23  | 12  | 19  | 23  | 3   | 27   |
| 19   | Roberto Moreno        | 24  |     | 24  | 14  | 18  | 25  | 10  | 5   |     |     |     |       |     |     | 15  | 10  |     | 16   |
| 20   | Gualter Salles        | 15  | 24  | 18  | 24  | 19  | 12  | 22  | 21  | 23  | 19  | 18  | 10    | 20  | 13  | 26  | 7   | 14  | 10   |
| 21   | Richie Hearn          | 11  | 13  | 27  | 18  | 14  | 9   | 23  | 23  | 14  | 28  | 27  | 22    | 13  | 9   | 22  | 25  | 15  | 10   |
| 22   | Dario Franchitti      | 25  | 9   | 12  | 13  | 27  | 17  | 16  | 13  | 26  | 11  | 26  | 19    | 11  | 25  | 13  | 13  |     | 10   |
| 23   | Juan Manuel Fangio II | 20  | 20  | 26  | 15  | 20  | 23  | 21  | 10  | 22  | 21  | 19  | 11    | 25  | 10  | 12  | 15  | 27  | 9    |
| 24   | Max Papis             | 19  | 14  | 25  | 22  | 13  | 26  | 19  | 11  | 28  | 27  | 15  | 8     | 14  | 15  | 20  | 14  | 12  | 8    |
| 25   | Dennis Vitolo         | 23  |     | Wth | DNS |     |     |     |     |     |     | 28  | 7     |     |     | 27  | 20  | 16  | 6    |
| 26   | Robby Gordon          |     |     |     |     |     |     |     |     |     |     |     |       |     |     |     |     | 8   | 5    |
| 27   | Hiro Matsushita       | 21  | 25  | 20  | 25  | 23  | 15  | 17  | 19  | 15  | 20  | 22  | 9     | 19  | 24  | 14  | 28  | 23  | 4    |
| 28   | P. J. Jones           | 28  | 26  | 16  | 21  | 16  | 21  | 14  | 14  | 20  | 25  | 21  | 28    | 17  | 14  | 25  | 17  | 10  | 3    |
| 29   | Michel Jourdain, Jr.  | 18  | 18  | 17  | 20  | 17  | 16  | 27  | 22  | 12  | 18  | 13  | 13    | 18  | 20  | 21  | 22  | 18  | 1    |
| 30   | Arnd Meier            |     | 16  |     |     | 25  | DNS |     | 18  | 18  | 22  | 24  | 12    | 16  | 19  |     |     | 25  | 1    |
| 31   | Christian Danner      |     |     |     |     |     |     |     | 12  | 27  |     |     |       |     |     | 23  |     |     | 1    |
| 32   | Charlie Nearburg      |     |     |     |     |     |     |     |     |     | 26  |     |       | DNS | 17  |     | 18  |     | 0    |
| 33   | Paul Jasper           |     | 23  | 19  | DNS | 24  | DNS | 18  |     |     |     |     |       |     |     |     |     |     | 0    |
| 34   | Arie Luyendyk         |     |     |     |     |     |     |     |     |     |     |     |       |     |     |     |     | 24  | 0    |
| Pos. | Piloto                | MIA | SUR | LBH | NAZ | RIO | GAT | MIL | DET | POR | CLE | TOR | US500 | MDO | ROA | VAN | LAG | FON | Pts  |

| Cor         | Resultados                                  |
| ----------- | ------------------------------------------- |
| Dourado     | Vencedor da prova                           |
| Prata       | 2° lugar                                    |
| Bronze      | 3° lugar                                    |
| Verde       | Entre 4° e 5°                               |
| Azul-claro  | Entre 6° e 10°                              |
| Azul-escuro | Completou a corrida (fora dos 10 primeiros) |
| Roxo        | Abandonou                                   |
| Vermelho    | Não se classificou (DNQ)                    |
| Marrom      | Desistiu de correr (Wth)                    |
| Preto       | Desclassificado (DSQ)                       |
| Branco      | Não largou (DNS)                            |
| Em branco   | Não participou da corrida (DNP)             |
| Em branco   | Não correu                                  |

| '             |                                |
| Negrito       | Pole position                  |
| Itálico       | Volta mais rápida              |
| *             | Liderou maior número de voltas |
| Rookie do ano |                                |
| Rookie        |                                |

| Cor         | Resultados                                  |
| ----------- | ------------------------------------------- |
| Dourado     | Vencedor da prova                           |
| Prata       | 2° lugar                                    |
| Bronze      | 3° lugar                                    |
| Verde       | Entre 4° e 5°                               |
| Azul-claro  | Entre 6° e 10°                              |
| Azul-escuro | Completou a corrida (fora dos 10 primeiros) |
| Roxo        | Abandonou                                   |
| Vermelho    | Não se classificou (DNQ)                    |
| Marrom      | Desistiu de correr (Wth)                    |
| Preto       | Desclassificado (DSQ)                       |
| Branco      | Não largou (DNS)                            |
| Em branco   | Não participou da corrida (DNP)             |
| Em branco   | Não correu                                  |

| '             |                                |
| Negrito       | Pole position                  |
| Itálico       | Volta mais rápida              |
| *             | Liderou maior número de voltas |
| Rookie do ano |                                |
| Rookie        |                                |